# Provinz Cuenca
Cuenca ist eine Provinz in Zentralspanien, im Osten der Autonomen Region Kastilien-La Mancha beziehungsweise des alten Königreichs Neukastilien.

## Lage und Klima
Die Provinz Cuenca grenzt an die Provinzen Valencia, Albacete, Ciudad Real, Toledo, Madrid, Guadalajara und Teruel. Das Klima ist kontinental mit heißen Sommern und vergleichsweise kalten Wintern.

## Einwohner
Die Provinz hat 197.606 Einwohnern (Stand: 2024). Ihre Hauptstadt ist Cuenca, wo etwa ein Viertel der Bevölkerung der Provinz lebt. Insgesamt hat die Provinz 238 Gemeinden, von denen neben der Stadt Cuenca nur sechs mehr als 5.000 Einwohner haben.

## Landschaft
Die Provinz Cuenca zeigt ein geteiltes Landschaftsbild. Sie erstreckt sich vom Hochland von Cuenca (Serranía de Cuenca) im Norden und Osten, deren höchste Erhebung der 1800 m hohe Cerro San Felipe ist, bis zur Tiefebene der Mancha im Süden und Westen. Der wichtigste Fluss im Hochland ist der Júcar mit seinen Nebenflüssen. In der Ebene ist der Guadiela, ein Nebenfluss des Tajo, bedeutendste Wasserquelle. Die Fichtenwälder der Serranía de Cuenca sind in ganz Spanien bekannt.

## Wirtschaft
Traditionell war in der Provinz Cuenca die Weidewirtschaft im Hochland und der Getreideanbau in der Tiefebene. Darüber hinaus wurden Holzwirtschaft und Bergbau (Eisen, Kupfer, Salz, Salpeter) betrieben, letzterer ist jedoch weitgehend aufgegeben. Heute (2. Quartal 2004, Quelle: INE) sind 49,6 % der Erwerbstätigen im Dienstleistungssektor, 21,6 % in der Landwirtschaft, 17,1 % in der Baubranche und 11,8 % in der Industrie beschäftigt.

## Verwaltungsgliederung

### Comarcas

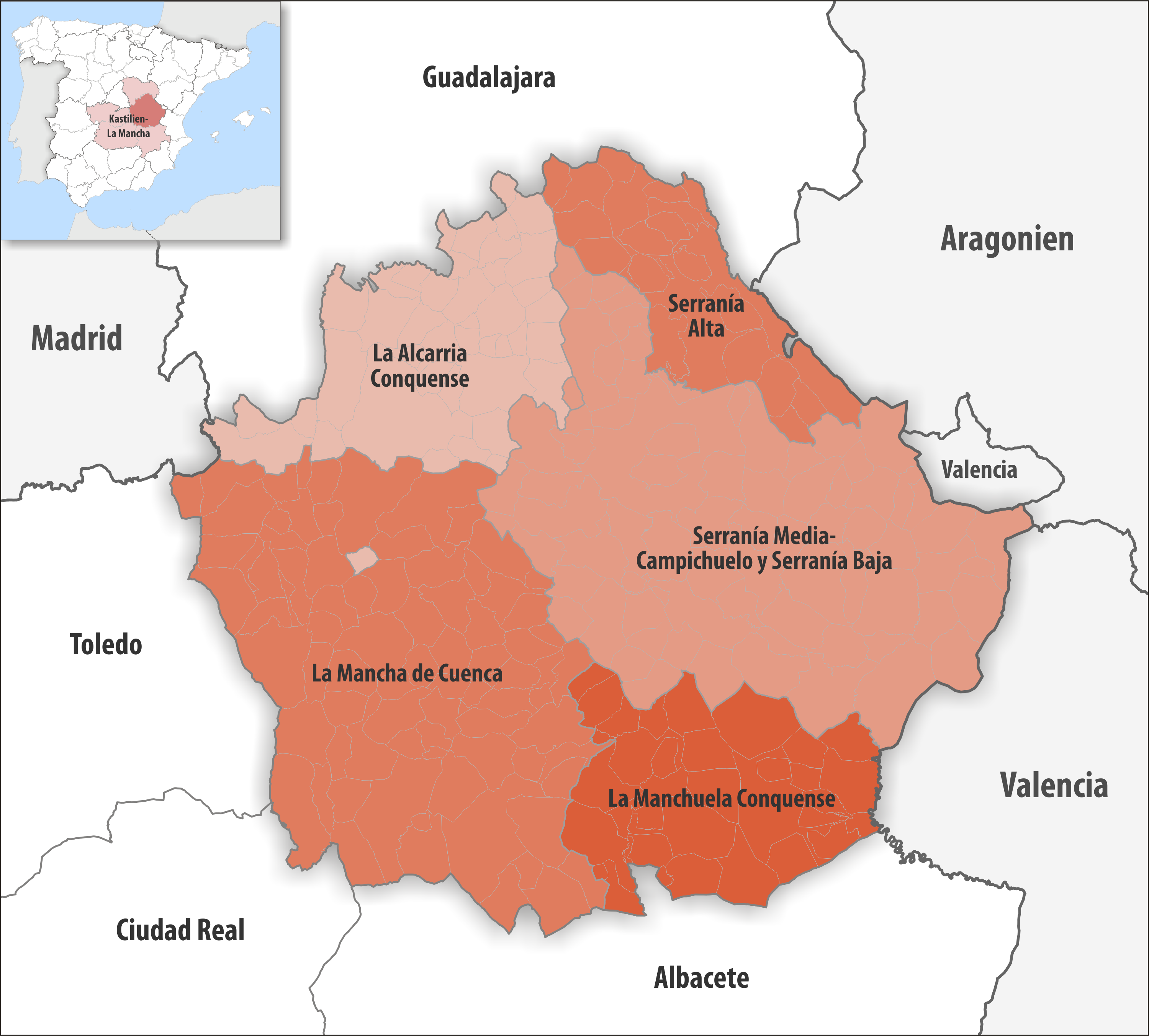
Comarcas in der Provinz Cuenca

| Comarca                                    | Gemeinden | Einwohner (2024) | Fläche km² | Dichte Einw./km² | Hauptort          |
| ------------------------------------------ | --------- | ---------------- | ---------- | ---------------- | ----------------- |
| La Alcarria Conquense                      | 41        | 8.447            | 2.279,07   | 4                | Huete             |
| La Mancha de Cuenca                        | 76        | 74.063           | 5.439,92   | 14               | Tarancón          |
| La Manchuela Conquense                     | 30        | 38.811           | 2.214,12   | 18               | Quintanar del Rey |
| Serranía Alta                              | 19½       | 2.205            | 1.466,81   | 2                | Cañizares         |
| Serranía Media-Campichuelo y Serranía Baja | 71½       | 74.080           | 5.737,85   | 13               | Cuenca            |
| Provinz Cuenca                             | 238       | 197.606          | 17.138,59  | 12               | Cuenca            |

### Gerichtsbezirke

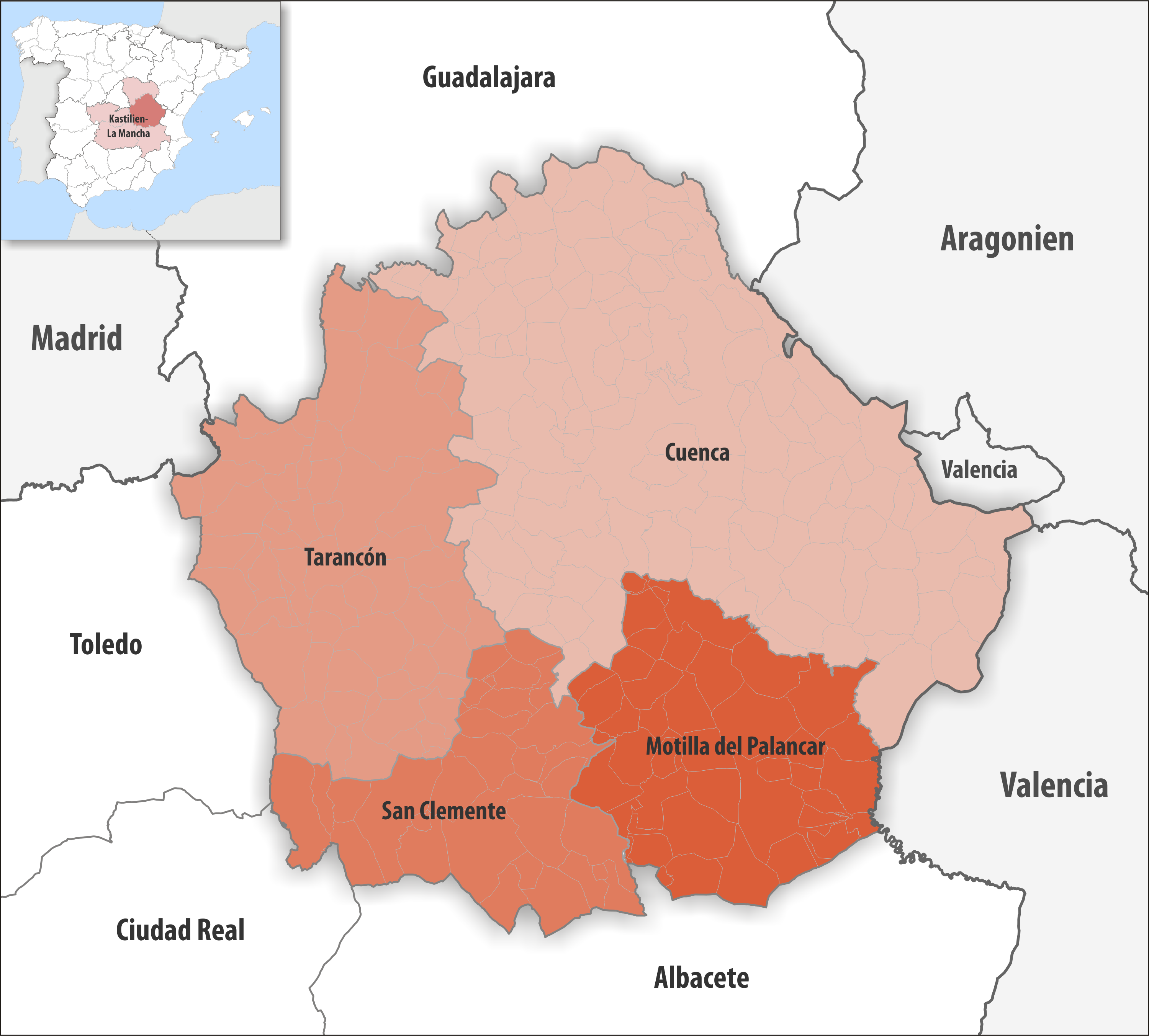
Gerichtsbezirke in der Provinz Cuenca

| Gerichtsbezirk       | Gemeinden | Einwohner (2024) | Fläche km² | Dichte Einw./km² | Hauptquartier        |
| -------------------- | --------- | ---------------- | ---------- | ---------------- | -------------------- |
| Cuenca               | 118       | 82.167           | 7.939,29   | 10               | Cuenca               |
| Motilla del Palancar | 36        | 37.481           | 2.816,31   | 13               | Motilla del Palancar |
| San Clemente         | 27        | 36.820           | 2.293,78   | 16               | San Clemente         |
| Tarancón             | 57        | 41.138           | 4.089,21   | 10               | Tarancón             |
| Provinz Cuenca       | 238       | 197.606          | 17.138,59  | 12               | Cuenca               |

## Größte Orte
(Stand: 2024)
| Gemeinde | Einwohner |
| -------- | --------- |
| Cuenca   | 53.429    |
| Tarancón | 16.462    |

Kleinste Gemeinde ist Abia de la Obispalía mit 59 Einwohnern.